# Martin Skyba
Martin Skyba (18. prosince 1939, Praha – 2. dubna 2015, tamtéž) byl český filmový a televizní režisér, scenárista, dokumentarista a publicista. Pracoval v různých funkcích v Československé televizi (ČST). Po listopadu 1989 byl ve dvou obdobích předsedou Českého filmového a televizního svazu (FITES), občanského sdružení tvůrčích audiovizuálních pracovníků.

## Stručný životopis
Martin Skyba pocházel z rodiny básníka, novináře, překladatele a autora rozhlasových her Zikmunda Skyby (1909–1957). Studoval na jedenáctileté střední škole na Sladkovského náměstí, kde se stal i členem tamního dramatického kroužku, jenž vznikl již před 2. světovou válkou a působí až dodnes. Zahrál si dokonce v drobných chlapeckých rolích ve filmech Mladá léta (1952; režie Václav Krška), Měsíc nad řekou (1953; režie Václav Krška) a Hra o život (1956; režie Jiří Weiss). Po maturitě (1957) dálkově studoval (1957–1965) televizní žurnalistiku na Institutu osvěty a novinářství Univerzity Karlovy v Praze (od roku 1990 Fakulta sociálních věd) a současně již pracoval ve filmovém archivu ČST Praha.

## Profesní dráha
V roce 1960 se stal asistentem produkce skládaných pořadů ve filmovém vysílání ČST, od roku 1961 byl dramaturgem vysílání krátkometrážní tvorby vědecko-populárních programů, od roku 1967 dramaturgem v reklamním vysílání se specializací na potravinářský obchod a průmysl. Od roku 1975 působil v redakci účelové propagace Hlavní redakce publicistiky a dokumentaristiky. Jako scenárista a režisér dokumentů se začal výrazně prosazovat od počátku 90. let. Od roku 1991 byl na volné noze, založil vlastní produkční společnost SkyTVilm, v níž realizoval své projekty i v koprodukci s jinými subjekty (především ČT).
V letech 1994–2000 byl předsedou FITES, poté místopředsedou a po rezignaci Jana Krause v roce 2009 opět předsedou až do svého vážného onemocnění v roce 2010. Dlouhá léta byl i šéfredaktorem tištěného dvouměsíčního zpravodaje FITES Synchron. Byl u vzniku a organizaci Přehlídky české a slovenské dokumentární a animované tvorby, které od roku 1993 pořádal FITES postupně v Brně, Písku a v pražském kině Mat, cen Trilobit za původní díla domácí filmové a televizní tvorby a tzv. Čtvrtletníků FITES, diskusí na televizní a filmová témata.

## Filmografie
Martin Skyba se zajímal o dějiny, zvláště o historii 2. světové války, například v dokumentu Ukradená země. Točil medailony umělců, věnoval se sociálním či zdravotním tématům. Zajímala ho historie rybářství (postava Josefa Šusty v dokumentu Otec českého kapra a Jakuba Krčína v Paměti vody). Podílel se na cyklech jako Ta naše povaha česká, Osudové okamžiky, Jak se žije... (dva díly pro společnost Febio: Jak se žije po mozkové příhodě, 1999 a Jak se žije modelářům, 2000) a Lapidárium. Pro Českou televizi pravidelně dokumentaristicky zpracovával slavnostní udělování Cen Františka Filipovského v Přelouči, Cen nadace Český literární fond (ČLF) a Státních cen za literaturu a překladatelské dílo. Na řadě jeho filmů jako střihačka spolupracovala jeho druhá manželka Irena Skybová.
V níže uvedených dílech je Martin Skyba vždy autorem námětu a scénáře a současně i režisérem. Pokud je tomu jinak, je to uvedeno v závorce. Jedná se o krátké a středometrážní filmy.
- 1977 Nejdelší na evropském kontinentě
- 1987 Enzym odjinud
- 1988 Orbis cellulae
- 1988 Vakové jezy
- 1989 V zrcadle třetího jezera
- 1989 Čekání na stoletou vodu
- 1990 Další klíč
- 1990 Valentýna
- 1991 Moravsko-rakouské toulky Podyjím
- 1992 Chátrání podle smlouvy
- 1993 Marilla se vrací
- 1994 Náš člověk v Juře (+ produkce)
- 1994 Proměny jedné školy (+ produkce)
- 1994 Made in Spolana (+ produkce)
- 1994 Z pohlednice na oltář
- 1994 Táta z Albisbodenu
- 1995 Zelená střecha (+ produkce)
- 1995 Světla pro katedrálu
- 1995 Na střeše je jistota (+ produkce)
- 1995 Město bez kostela – město bez duše? (režie Alexandr Vojta; produkce),
- 1996 Malíř Joseph Drapell (+ produkce) a jeho odlišná anglická verze Quest for New Art: Painter Joseph Drapell (+ produkce)
- 1996 Nevyúčtován zůstává život (spol. námět, režie, produkce)
- 1996 Domov u Weinholdů (+ produkce)
- 1996 Lípa jako předehra (+ produkce)
- 1996 Lapidárium: Příběh břízy
- 1996 Tam bývá Manitou
- 1997 Město pod komínem
- 1997 Zblízka (některé díly dokumentárního seriálu)
- 1997 Lapidárium: Příběh kongresové medaile
- 1998 Lapidárium: Příběh carského pečetítka (s Vladimírem Bystrovem)
- 1998 Lapidárium: Příběh kalendáře
- 1998 Lapidárium: Příběh osiřelého reformátora
- 1998 Lapidárium: Příběh pamětní desky (s J. Nekvasilem)
- 1998 Lapidárium: Příběh slovníku
- 1998 Naši ze Sudbury aneb Okénečko (scénář, režie, produkce)
- 1998 Péče o pacienta po cévní mozkové příhodě (+ produkce)
- 1999 Kdo je… Tomáš Mikuláš
- 1999 Schillerové, lékaři z Vlašimi[26] (spol. scénář, režie)
- 1999 TBC – návrat nežádoucí (scénář, režie, produkce)
- 2000 Časopis jménem Domov (spol. scénář, režie, spol. produkce)
- 2000 Za každým pomníčkem příběh (+ spol. produkce)
- 2000 Zlatý poklad R. Č. S. (spol. scénář, režie, spol. produkce)
- 2001 Návraty/Rückkehr (scénář, režie, produkce)
- 2001 Osudové okamžiky (některé díly cyklu televizních dokumentárních pořadů)
- 2001 Otec českého kapra[14]
- 2002 Abys byla živá, Praho (režie, produkce)
- 2002 Šíma je člověk
- 2004 Čistá voda pro Labe (+ produkce)
- 2005 Paměť vody aneb odkaz Jakuba Krčína[15] (spol. scénář, režie, spol. produkce)
- 2006 Smrčkové z Humpolce
- 2008 Benno a Irena (scénář, režie, produkce)
- 2008 Ukradená země (spol. scénář, režie, spol. produkce).